# Aaron Ogden
Aaron Ogden (Elizabeth, 1756. december 3. – Jersey City, 1839. április 19.) az Amerikai Egyesült Államok szenátora (New Jersey, 1801–1803).